# Альберт Вескер
Альберт Вескер (яп. アルバート・ウェスカー Arubāto Wesukā, Арубато Вэсука, англ. Albert Wesker) — персонаж серии Resident Evil, созданной компанией Capcom. Является одним из главных антагонистов всей серии, где обычно манипулирует развитием событий за кадром. В оригинальной игре 1996 года роль Вескера исполнил актёр Эрик Пириус. В киноверсиях роль персонажа исполняет Джейсон О’Мара (Обитель зла: Вымирание), Шон Робертс (Обитель зла: Жизнь после смерти, Обитель зла: Возмездие и Обитель зла: Последняя глава) и Лэнс Реддик (Обитель зла (телесериал)).

## Появления

### ВResident Evil
Впервые Альберт Вескер появился в качестве неигрового персонажа в оригинальной игре Resident Evil. В ремейке помогает персонажу против Лизы Тревор. Здесь он предстаёт в роли командира команды Альфа специального отряда «S.T.A.R.S.» (англ. Special Tactics And Rescue Service). В конце концов выяснилось, что Вескер является двойным агентом, работавшим по заказу своего начальства на корпорацию Umbrella. Его целью было заманить членов «S.T.A.R.S.» в особняк Озвелла Спенсера и использовать их в качестве подопытных в бою против мутировавших существ, а затем собрать данные. Крис Редфилд, Джилл Валентайн и другие в дальнейшем узнают истинные намерения Вескера. Однако после освобождения им монстра Тирана, последний, казалось бы, убил Вескера. Издание для Sega Saturn также включает мини-игру «Battle Game», в которой игрок может сразиться с зомбированным Вескером.
Тем не менее, это только малая часть замысла. В специально выпущенном псевдодокументальном фильме, названном Wesker’s Report, Вескер говорит, что он пережил клиническую смерть в первой игре, заранее введя себе экспериментальный вирус, которым его снабдил его бывший коллега по Umbrella, Уильям Биркин. Вирус дал ему сверхчеловеческую силу, скорость и способность регенерировать. Вескер, со своими сверхчеловеческими способностями, возвращается в игре Resident Evil Code: Veronica, работая на неназванную секретную организацию. Когда Крис сбивает его солнечные очки во время короткой борьбы, впервые предстают взору его кошачьи глаза. Он противостоит как Крису, так и Алексии, а затем забирает для тестов тело Стива Бёрнсайда. В ремейке игры, Code: Veronica X, он накоротке пересекается с младшей сестрой Криса, Клэр Редфилд, и чуть не убивает её, чтобы помучить Криса. Но его отзывают и тем самым Вескер решает пощадить Клэр.
В приквеле к оригинальной игре, Resident Evil Zero, Альберт Вескер появляется вместе с Уильямом Биркиным. Позднее, в Resident Evil 4, он действует в качестве заговорщика, который манипулирует событиями из-за кулис, отдавая приказы Аде Вонг и Джеку Краузеру. Вескер также является протагонистом рельсового шутера Resident Evil: The Umbrella Chronicles и доступен в качестве игрового персонажа в нескольких сценариях этой игры, раскрывающих и дополняющих события из первых частей серии, а также о его участии в падении корпорации Umbrella после событий Code: Veronica. В самом конце он убивает Сергея Владимира, верного корпорации.
Персонаж возвращается в Resident Evil 5 как главный антагонист, действующий в сговоре с фармацевтической компанией Tricell. В его планах создать мощный вирус под названием Уроборос и выпустить его в атмосферу Земли. Прежде, чем быть убитым Вескером, Озвелл Спенсер (в дополнении к RE5, «Lost In Nightmares») рассказывает, что Вескер является одним из выживших в генетическом эксперименте под названием «Project Wesker», проводившемся на детях. Также в дополнении «Lost In Nightmares» говорится о другом выжившем в этом эксперименте Вескере, Алекс. Крис и Шева Аломар, предотвращая апокалипсис, в конечном итоге, убивают Вескера в вулкане в конце игры. Продюсер игры, Масашика Кавата, подтвердил, что Вескер погиб в финале игры. Ранее представленные эскизы к RE5 показывают, что Вескер должен был предстать в своём человеческом обличье в нескольких местах: в лаве, далее в эпизоде со стреляющим по нему ракетами F-16 Fighting Falcon, а затем на посадочной платформе со стреляющей ему в голову Шевой.
В спин-оффе Resident Evil: The Mercenaries 3D Альберт Вескер представлен как игровой персонаж, наряду с другими персонажами сериала. В специальном видео, посвящённом 15-летию серии, в качестве голоса рассказчика событий был использован голос Вескера.

### В других видеоиграх
Вескер представлен в файтинге Marvel vs. Capcom 3: Fate of Two Worlds как игровой и ключевой персонаж в сюжете игры. Здесь он объединяет свои усилия с Доктором Думом и строит армию суперзлодеев, пытаясь объединить два параллельных мира, в надежде на совместное его завоевание. Во время финальной битвы, если Вескера не будет среди игровых персонажей, он будет открыт, чтобы стать одним из прислужников Галактуса, наряду с Думом и другим злодеем от Capcom, Акумой. Он также появляется в Lost Planet 2 в качестве дополнительно открываемого скина.
Является играбельным персонажем в роли убийцы в игре Dead by Daylight. В игре носит имя "Кукловод" (в оригинале The Mastermind).

### В кино
Персонаж был адаптирован для художественного фильма Обитель зла 3. Роль сыграл Джейсон О'Мара. В этой киноленте Вескер является главой корпорации Umbrella, в отличие от роли Вескера в видеоиграх, где он представлен как коварный учёный, который убийствами проложил себе путь к власти над корпорацией и попытался её восстановить . В фильме он тайно руководит операциями корпорации, проводит под землёй встречи (с помощью голограмм) с советом директоров в Токио. В четвёртом фильме роль Вескера взял на себя Шон Робертс. Здесь персонаж ближе к Вескеру образца Code Veronica и особенно к Resident Evil 5 в части сверхчеловеческих способностей, светящихся красных глаз и различных воплощений; он даже носит тот же костюм, как и в последних играх. В пятом фильме Альберт Вескер неожиданно становится союзником Элис. А в шестой части узнается, что Альберт Вескер убил всех её друзей в Вашингтоне и  прибыв в Раккун-сити, Вескер попытался помешать Элис добраться до Улья, чтобы Элис не забрала антивирус, но погибает от того, что его придавило дверью.
В телесериале Обитель зла (2022) роль Альберта Вескера исполнил Лэнс Реддик. Впервые этого персонажа сыграл цветной актер, т. к. шоураннеры не хотели ограничивать себя актерами, напоминающими Альберта Вескера из серии игр Resident Evil. Шоураннер сериала Эндрю Дэбб заявил об этом то, что «вы делаете шоу слабее, выбирая кого-то, кто может эстетически больше соответствовать игре». В телесериале Обитель зла (2022) Альберт Вескер является учёным в корпорации Umbrella. Он создал клонов, занимавшихся для него научными открытиями. Позже его приходят арестовать солдаты корпорации Umbrella за незаконное использование собственности корпорации, но Вескер сбегает, а позднее погибает в вулкане. Однако его клон Ал берет себе его имя и работает на корпорацию Umbrella. Расхождение во взглядах с руководством и необходимость защищать свою дочь Билли, заразившуюся Т-вирусом, приводят к конфликту с возглавлявшей корпорацию Umbrella Эвелин Маркус, который заканчивается тем, что Вескер устраивает взрыв в здании корпорации, унесший и его жизнь.

### В товарах
В 2002 году появилась экшен-фигурка Вескера от Palisades Toys, а в 2009 году — ещё две, выпущенные Hot Toys.

## Отзывы и критика
Альберт Вескер был хорошо принят публикой. В 2006 году IGN поставил Вескера на третье место в своём списке «10 Самых Запоминающихся Злодеев», добавляя, что «фанаты Resident Evil знают, что всякий раз, когда появляется Вескер, беда рядом», а также дали ему в 2010 году 14-е место как одному из лучших злодеев видеоигр. А GamePro в 2008 году поставил персонажа на 40-е место в рейтинге «самый дьявольский злодей видеоигр всех времен и народов». В статье IGN под заголовком «Большой Босс Дня: Альберт Вескер из Resident Evil», вышедшей в марте 2010 года, автор обсуждал его выступления во франшизе и проводил сравнения Вескера с другими злодеями видеоигр, такими как Боузер и Сефирот. В частности, был добавлен следующий комментарий: «странно иметь Resident Evil без него».
GameSpot включал его в свой опрос «Величайшие игровые злодеи всех времён», в котором Вескер проиграл Ганону из игры The Legend of Zelda. GamesRadar в 2009 году добавил персонажа в список одного семи из лучших персонажей, которые никогда не остаются мертвыми, описывая его как «пресловутый человек за кулисами» в серии Resident Evil. Кроме того, 1UP.com также поместил его восьмым номером в своей статье «Они воскресают» в ответ на его очевидное воскрешение в сериале.
GamesRadar похвалил смерть Вескера в Resident Evil 5, так как это показало персонажа и необходимую силу для его поражения. Исполнивший роль Вескера в этой игре актёр ДиСи Дуглас также получил положительные отзывы. Согласно PlayStation Universe, «Со своими вечными солнцезащитными очками, стоицизмом и шикарной причёской, у Вескера есть все задатки стать знаковым — хотя и несколько стереотипным игровым злодеем.»

А Play поставил его на 3-е место, как одного из худших боссов в играх для PlayStation 3, подчёркивая, что «сколько же раз игрок должен драться с ним, пока он не будет побеждён». 1UP.com также отметил его в качестве главного в серии, что Resident Evil 5 может до официального релиза обойтись без него. В 2012 году журнал Complex дал ему второе место в списке «клизменных» персонажей видеоигр, отметив, что «В Вескере есть что-то очень похожее на Смита. Что-то такое, что заставляет нас трясти головой.»